# Sadibég kán
Sadibég vagy Sadibek (meghalt: 1407) az Arany Horda kánja.
Sadibég Temür Kutlug kán öccse volt (más források szerint a fia). Temür Kutlug meggyilkolása után Edögej emír, az állam tényleges uralkodója Sadibéget ültette a Dzsocsi-ulusz nyugati felének, a Kék Hordának trónjára. Sadibég csak Edögej bábja volt, az Arany Horda ügyeivel nem foglalkozhatott, idejét szórakozással töltötte, de idővel egyre elégedetlenebb lett helyzetével.
Uralkodásának ideje alatt egyre inkább meggyengült a tatár befolyás Oroszország fölött. Fosztogató portyákra mindkét részről sor került, 1400-ban a rjazanyi, muromi és pronszki hercegek legyőztek egy kisebb tatár sereget a Donnál. A következő évben viszont a tatárok dúlták fel a Rjazanyi fejedelemség határvidékét. 1404-ben újra próbálkoztak, de ekkor visszaverték őket. Egy moszkvai bojár jókora flottillával (kétszáz kisebb hajóval a Volgán és százzal a Kámán) kalózkodott az Arany Horda folyóin míg el nem fogták és ki nem végezték.
Bár Toktamis kán még 1382-ben kifosztotta és felgyújtotta Moszkvát amikor az elmaradt az adóval, az új moszkvai fejedelem, I. Vaszilij sem fizette az adót és nem válaszolt a kán felszólításaira, hogy személyesen jelenjen meg az udvarában. Viszont amikor 1405-ben a moszkvai-litván viszony különösen feszültté vált, segítséget kért a kántól és Sadibég küldött is csapatokat. Határmenti felvonulásnál többre azonban nem került sor.
1407-ben Edögej hadjáratot vezetett a Szibériai kánságba Toktamis ellen, és Sadibég megpróbálta kihasználni a lehetőséget saját hatalma megerősítésére. Edögej visszatértekor Derbentbe menekült Ibrahim sejkhez, aki megtagadta Edögej kérését a volt kán kiadására. Sadibég Derbentben is veretett a nevével ellátott pénzeket, vagyis a Horda jogos uralkodójának tartotta magát, ám 1407 után nincs több hír róla, feltehetőleg meggyilkolták.   